# ويليام وايلر
ويليام وايلر (William Wyler) (المولود في 1 من يوليو عام 1902م – المتوفى في 27 من يوليو 1981م) مخرج سينمائي، ومنتجً وكاتب سيناريو أمريكيً. ومن أشهر أعماله بن هور (Ben-Hur) (1959م)، وأفضل السنوات في حياتنا (1946م)، والسيدة مينيفر (Mrs. Miniver) (1942م)، وكل من هذه الأعمال فاز بجوائز أكاديمية وايلر لأفضل مخرج، فضلاً عن أفضل فيلم في عام عرض كل فيلم منها. كما فاز وايلر بأول ترشيح له لجائزة الأوسكار لإخراجه دودسوورث (Dodsworth) في عام 1936م، بطولة كل من والتر هيوستن (Walter Huston)، وروث تشاترتون (Ruth Chatterton)، وماري أستور (Mary Astor)، «مما أكسبه 20 عامًا من العظمة غير المنقطعة.»
يطلق المؤرخ السينمائي إيان فرير (Ian Freer) على تايلر «منشد الكمال حسن النية»، الذي أصبح «مادةً أسطورية» بسبب ولعه بالاستعدادات ومحاولته التدقيق في كل فارق بسيط. حيث إن قدرته على تحويل سلسلة من التعديلات الأدبية الكلاسيكية إلى نجاحات ضخمة في شباك التذاكر قد جعلت منه واحدًا من «صانعي أفلام هوليوود الأكثر جلبًا للتمويل» خلال الثلاثينيات والأربعينيات. من ضمن أفلام تايلر المشهورة فتاة مرحة (Funny Girl) (1968م)، وكيف تسرق مليونًا (How to Steal a Million) (1966م)، والبلد الكبير (The Big Country) (1958)، وعطلة رومانية (Roman Holiday) (1953)، والوريثة (The Heiress) (1949)، والخطاب (The Letter) (1940)، والغربي (1940)، مرتفعات وثرينغ (Wuthering Heights) (1939)، وإيزابل (Jezebel) (1938)، دودسوورث (Dodsworth) (1936)، وأبطال الجحيم (Hell's Heroes) (1930).

## حياته المهنية الإخراجية

### عشرينيات القرن العشرين
وصل وايلر نحو عام 1923 إلى لوس أنجلوس وبدأ العمل في مجموعة استوديوهات يونيفرسال في طاقم إنتاج الأفلام، لتنظيف المراحل ونقل المجموعات. جاءت فرصته عندما عُين كمحرر مساعد ثانٍ. لكن أخلاقيات عمله لم تكن مستقيمة، فتسلل في كثير من الأحيان ليلعب البلياردو في صالة البلياردو في الشارع المقابل للاستديو، أو رتب ألعاب الورق خلال ساعات العمل. بعد بعض النجاحات والإخفاقات (بما في ذلك الإقالة)، ركز وايلر على أن يصبح مخرجًا ووضع كل جهده في ذلك. بدأ كمخرج مساعد ثالث وبحلول عام 1925 أصبح أصغر مخرج في مجموعة يونيفرسال لإخراج أفلام الغرب الأميركي التي اشتهرت شركة يونيفرسال بإنتاجها. ركز وايلر على عمله لدرجة أنه حلم «بطرق مختلفة ليمتطي فيها (الممثل) الحصان». في العديد من بكرات الأفلام، انضم إلى فرقة المطاردة في مطاردة «الرجل السيئ» المحتومة.
أخرج أول أفلامه غير الغربية، آني بدي هير سين كيلي؟، في عام 1928. وأعقب ذلك أول أفلامه الناطقة جزئيًا، ذا شيك داون، وذا لاف ترب. أثبت نفسه حرفيًا قادرًا على ذلك. أصبح مواطنًا من مواطني الولايات المتحدة في عام 1928. صُوِر هيلز هيروز في صحراء موهافي عام 1929، وهو أول أفلامه الناطقة بالكامل، وأول إنتاج صوتي لشركة يونيفرسال يجري تصويره بالكامل في الموقع.

### ثلاثينيات القرن العشرين
أخرج وايلر مجموعة واسعة من الأفلام في يونيفرسال في أوائل ثلاثينيات القرن العشرين، بدءًا من الأعمال الدرامية البارزة مثل ذا ستورم، وهاوس ديفايدد، وكانسيلر إت لو، إلى الكوميدية مثل هير فيرست مِت، وذا غود فيري. أصبح معروفًا بإصراره على إعادة التصوير عدة مرات، وحاز الجوائز في كثير من الأحيان نتيجةً لذلك، ولاقت العروض استحسانًا بشكل ناقد من ممثليه. بعد أن ترك يونيفرسال، بدأ تعاونًا طويلًا مع صمويل جولدوين الذي أخرج له كلاسيكيات مثل دودسورث عام 1936، وذيس ثري عام 1936، وديد إيند (النهاية الميتة) عام 1937، وويذرينغ هايتس (مرتفعات ويذرنج) عام 1939، وذا ويسترنر (الغربي) عام 1940، وذا ليتل فوكسيز (الذئاب الصغيرة) عام 1941، وذا بيست ييرز أوف أور لايفز (أجمل سنوات العمر) عام 1946. في هذه الفترة بدأ وايلر تعاونه الشهير مع المصور السينمائي غريغ تولاند. أنشأ تولاند ووايلر فعليًا أسلوب «التركيز العميق» في صناعة الأفلام إذ يمكن رؤية طبقات متعددة للحركة أو الشخصيات في مشهد واحد، والأكثر شهرة هو مشهد الحانة في ذا بيست ييرز أوف أور لايفز (أجمل سنوات العمر). استمر تولاند في استخدام التركيز العميق الذي أتقنه مع وايلر عندما صور المخرج أورسن ويلز فيلم سيتزن كين (المواطن كين).
تلقت بيت ديفيس ثلاثة ترشيحات لجوائز الأوسكار لأعمالها السينمائية من إخراج وايلر، وفازت بجائزة الأوسكار الثانية عن أدائها في فيلم جيزابيل (إيزابيل) عام 1938 من إخراج وايلر. أخبرت ميرف غريفين في عام 1972 أن وايلر دربها على هذا الفيلم لتكون «ممثلة أفضل بكثير مما كانت عليه». قالت إنها تتذكر مشهدًا كان مجرد فقرة عارية في النص، ولكن «بدون كلمة حوار، ابتكر وايلي مشهدًا من القوة والتوتر. كانت هذه صناعة الأفلام على أعلى مستوى»، على حد قولها. «مشهد مشوق لم يسبق لي قط أن أعجبت بمثل هذا الإخراج». شكرته خلال خطاب قبولها عندما حصلت على جائزة الإنجاز في الحياة من معهد الفيلم الأميركي في عام 1977.

### قائمة المصادر
- Anderegg, Michael A. William Wyler. Boston: Twayne Publishers, 1979. ISBN 0-8057-9268-6.
- Freer, Ian. Movie Makers: 50 Iconic Directors. London: Quercus Publishers, 2009. ISBN 978-1-84724-512-0
- Herman, Jan. A Talent for Trouble: The Life of Hollywood's Most Acclaimed Director. New York: G.P. Putnam's Sons, 1995. ISBN 0-399-14012-3.
- Madsen, Axel. William Wyler: the Authorized Biography. New York: Thomas Y. Crowell, 1973. ISBN 0-491-01302-7.
- Marcus, Daniel. “William Wyler’s World War II Films and the Bombing of Civilian Populations.” Historical Journal of Film, Radio, and Television, 29, March 2009, pp. 79–90.
- Wakeman, John, ed. World Film Directors: Vol. I, 1890-1945. New York: H.W. Wilson Co., 1987. ISBN 978-0-8242-0757-1.

## وصلات خارجية
- ويليام وايلر على موقع IMDb (الإنجليزية)
- ويليام وايلر على موقع الموسوعة البريطانية (الإنجليزية)
- ويليام وايلر على موقع روتن توميتوز (الإنجليزية)
- ويليام وايلر على موقع مونزينجر (الألمانية)
- ويليام وايلر على موقع ألو سيني (الفرنسية)
- ويليام وايلر على موقع أول موفي (الإنجليزية)
- ويليام وايلر على موقع قاعدة بيانات الأفلام السويدية (السويدية)
- ويليام وايلر على موقع إن إن دي بي (الإنجليزية)
- ويليام وايلر على موقع ديسكوغز (الإنجليزية)
- ويليام وايلر على موقع قاعدة بيانات الفيلم (الإنجليزية)
- William Wyler bibliography via UC Berkeley Media Resources Center
- Senses of Cinema: Great Directors Critical Database
- "The Little Foxes" and Wyler's screen collaborations with playwright Lillian Hellman
- Margaret Tallichet and William Wyler remembered at Alabama festival